# SN 2003ic
SN 2003ic – supernowa typu Ia odkryta 16 września 2003 roku w galaktyce M-02-02-86. W momencie odkrycia miała maksymalną jasność 17,60m.